# Cláudio Abramo
Cláudio Abramo (São Paulo, 6 de abril de 1923 – São Paulo, 12 de agosto de 1987) foi um jornalista brasileiro responsável por mudanças no estilo, formatação e conteúdo dos dois maiores jornais paulistas, O Estado de S. Paulo (1952-1963) e a Folha de S. Paulo (1975-1976).
Filho mais novo de Vincenzo Abramo e Iole Scarmagnan, era neto do anarquista italiano Bortolo Scarmagnan e parte de uma família muito influente na arte, na imprensa e na política brasileira. Irmão do gravador Lívio Abramo, dos jornalistas Athos Abramo e Fúlvio Abramo, da atriz Lélia Abramo, de Beatriz Abramo e Mário Abramo. Foi casado com Hilde Weber, chargista, com quem teve um filho: Claudio Weber Abramo. Mais tarde, casou-se com Radha Abramo, crítica de arte e também sua prima, com quem teve duas filhas: a socióloga Barbara Abramo e a jornalista Berenice Abramo:
Fluente em italiano, francês e inglês, se reivindicava trotskista e sempre fez questão de frisar que compreendia e trabalhava conforme a natureza do capitalismo. Admitia que deixara de fazer tudo para fazer só o jornal, num ritmo que o forçou a abrir mão até da militância política. Seu estilo, à maneira concisa e imparcial do jornalismo norte-americano, presente hoje na maioria dos grandes jornais brasileiros, substitui os textos longos e opinativos. Declarava ter por mestres no jornalismo Lívio Xavier, Ermínio Saccheta e Mário Pedrosa (Todos vinculados à esquerda brasileira.) "Ele se orgulhava de duas coisas: ser autodidata e ter sido testamenteiro de Oswald de Andrade, de quem foi amigo," declarou à Folha o artista plástico Geraldo de Barros quando de seu falecimento.

## Biografia
Ao contrário dos irmãos mais velhos, não estudou no colégio Dante Alighieri. Cursou apenas o primário - obteria o diploma ginasial, prestando um exame de Madureza aos 46 anos de idade. Trabalhou no jornal O Tempo. Em 1945, aos 22 anos, foi um dos criadores do Jornal de São Paulo, dirigido pelo poeta Guilherme de Almeida. Em 1947, passa pelos Diários Associados, e, no início de 1948, começa a colaborar com O Estado de São Paulo.
Entre 1951 e 1952, Abramo frequentou a a Escola de Altos Estudos em Ciências Sociais (EHESS) de Paris, a convite do governo francês. Naquela cidade, morou no Hotel de L'Academia, na rua de Saint-Pères, assim como outros brasileiros, de quem viria a ser amigo: o artista plástico Geraldo de Barros, o matemático Carlos Lira e o físico Jorge Leal. Estabeleceu relação muito próxima de Mário Pedrosa, que dividia, também em Paris, um apartamento com o crítico de cinema Paulo Emílio Salles Gomes. Passou a ter Pedrosa, declaradamente, como seu mestre no jornalismo – e Pedrosa era um dos poucos de quem, já perto dos sessenta anos, ainda aceitava repreensões. Sobre o período passado em Paris, "ele sempre dizia que foram os anos mais lindos de sua vida," segundo Geraldo de Barros. Nesse período, inicia o namoro com Radha Abramo, que viria a ser sua segunda esposa.
Em 1953, de volta ao Brasil, assumiu o cargo de secretário de Redação de O Estado de S. Paulo, sendo o jornalista mais jovem a assumir essa posição. Junto com Giannino Carta, então diretor do Estado, iniciou o processo de modernização e profissionalização do jornal. A partir de 1962, a família Mesquita, dona do jornal, se aproximou de militares e civis que planejavam um golpe contra o presidente João Goulart. Oficiais do Exército que participavam da conspiração começaram a pressionar o jornal contra ele e, em julho de 1963, Abramo pediu demissão.
Passou a assessorar o então ministro da Fazenda Carvalho Pinto, que deixou o cargo no fim daquele ano. Foi contratado para reformar o tabloide A Nação, mas, após demitir quase toda a redação, fechou o jornal em janeiro de 1964. Desempregado, sem perspectivas de trabalho, foi procurado por Octavio Frias de Oliveira, dono da Folha, para quem começou a trabalhar no ano seguinte como chefe de produção. Foi recebido com um abaixo-assinado da redação, liderado por chefias contrárias à sua contratação. Nos primeiros anos, devido a instabilidade financeira do jornal, pouco conseguiu fazer. Acabou afastado da direção em 1972.
Quando a Folha apostou em uma mudança editorial, focando na abertura política da Ditadura, voltou a ter prestígio e contratou profissionais de projeção como Paulo Francis e Alberto Dines, além de intelectuais de várias correntes ideológicas para as recém-criadas páginas de opinião. Entre as mudanças estabelecidas no jornal, buscou uma primeira página mais agressiva e maior rigor na apuração das notícias, independente das pressões. Coordenou, a partir de 1978, o recém-criado conselho editorial do jornal. As reformas que implantou na Folha influenciaram os rumos do jornalismo brasileiro na década de 70.
Nessa época, foi perseguido pela ditadura e chegou a ser preso, em 1975, acusado de subversão. Em 1977, um cronista da Folha, Lourenço Diaféria, foi preso após publicar um texto debochando de Duque de Caxias, patrono do Exército. O jornal, em protesto, publicou sua coluna em branco, a que Abramo se opôs. A ala dura do governo pressionou e Abramo foi afastado do cargo, sendo substituído por Boris Casoy mas permanecendo no jornal, escrevendo editoriais e participando do Conselho Editorial. Em 1979, na greve dos jornalistas, desagradou a ambos os lados ao entrar no prédio da Folha mas não trabalhar.
Deixou o jornal em seguida, juntando-se a Mino Carta, recém-saído da Veja também por perseguição política, para fundar o Jornal da República. Também esteve à frente da Leia Livros, publicação criada em sociedade com a editora Brasiliense em 1978. Colaborou com a revista Senhor Vogue, (de Luis Carta, Mino Carta e Domingo Alzugaray) de abril de 1978 a abril de 1979.  Foi correspondente da Folha em Londres, de 1980 a 1982, e em Paris, até 1984. Em 1984, assumiu a coluna São Paulo, na página 2 da Folha, bem como, em novembro de 1985, retomou colaboração com a revista (então, apenas) Senhor. Estas colaborações só se interromperam com seu falecimento.
Em 1985, chegou a lecionar em jornalismo na pós-graduação na Universidade de São Paulo, na condição de professor Notório saber.
Vítima de insuficiência cardíaca, morreu no dia 14 de Agosto de 1987, enquanto tomava seu café-da-manhã em companhia da companheira, lendo sua própria coluna na Folha em casa, aos 64 anos.
No ano seguinte à sua morte, publicou-se A regra do jogo, livro que reúne artigos sobre política e um ensaio autobiográfico.

## Artista
Cláudio Abramo gostava de desenhar e se desenvolveu nessa área também de modo autodidata. Aos 24 anos participou da exposição "19 pintores" realizada na Galeria Prestes Maia e foi premiado logo em sua primeira mostra. Mas preferia esconder seu talento, mesmo com incentivos de amigos como Geraldo de Barros, a quem respondia "Sou jornalista, não artista."

## Premiações
- Governo italiano pelo trabalho clandestino na resistência antifacista durante a Segunda Guerra Mundial.
- Governo da República Democrática Popular da Polônia, em reconhecimento ao apoio dado à luta antinazista dos polacos.
- Em 2005, promoção póstuma ao grau de Comendador suplementar da Ordem de Rio Branco pelo presidente Luiz Inácio Lula da Silva.[9]
- Em 2016, foi homenageado com um prêmio póstumo no Prêmio Vladimir Herzog.[10]

## Publicações
- ABRAMO, Cláudio. A Regra do Jogo. São Paulo: Companhia das Letras, 1988.